# Zeitschrift für Individualpsychologie
Die Zeitschrift für Individualpsychologie (ZfIP) ist eine deutschsprachige Fachzeitschrift für Psychologie. Sie erscheint seit 2003 im Verlag Vandenhoeck & Ruprecht in Göttingen, von 1976 bis 2002 erschien sie im Ernst Reinhardt Verlag. Sie wird von der Deutschen Gesellschaft für Individualpsychologie in Zusammenarbeit mit der Schweizerischen Gesellschaft für Individualpsychologie und dem Österreichischen Verein für Individualpsychologie herausgegeben. Es erscheinen im Jahr vier Hefte, sowohl als digitale, als auch gedruckte Ausgabe. Die Leserschaft kommt aus den Bereichen Psychotherapie, Erziehung, Beratung.